# 釜山院洞站
釜山院洞站（：／ Busanwondong yeok */?）是廣域電鐵東海線沿線的一座鐵路車站，位於韓國釜山廣域市東萊區安樂洞。

## 車站結構
站體為2面2線側式月台的地面車站，並有2處出口。

### 月台配置
| ↑ 安樂 |
| \| １  |
| 栽松 ↓ |

| 月台 | 路線            | 目的地                     |
| ---- | --------------- | -------------------------- |
| 1    | ●广域电铁东海线 | 新海雲臺、日光、太和江方向 |
| 2    | ●广域电铁东海线 | 東萊、教大、巨堤、釜田方向 |

## 歷史
- 2019年10月25日：站名決定為釜山院洞站。
- 2020年3月28日：落成啟用。

## 車站周邊
- 院洞交流道
- 水營江（朝鲜语：수영강）
- 南一中學

## 圖片

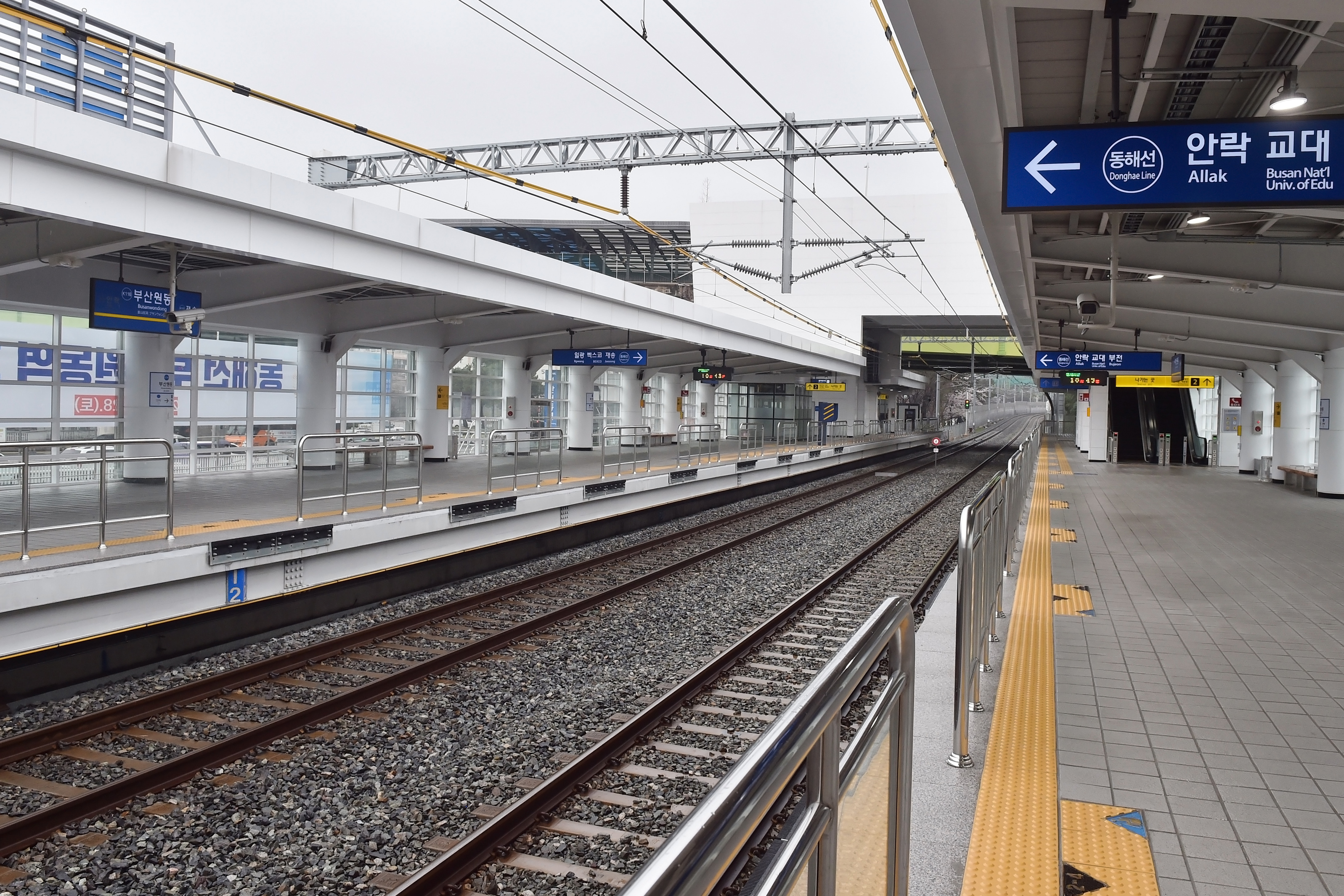
候車月台
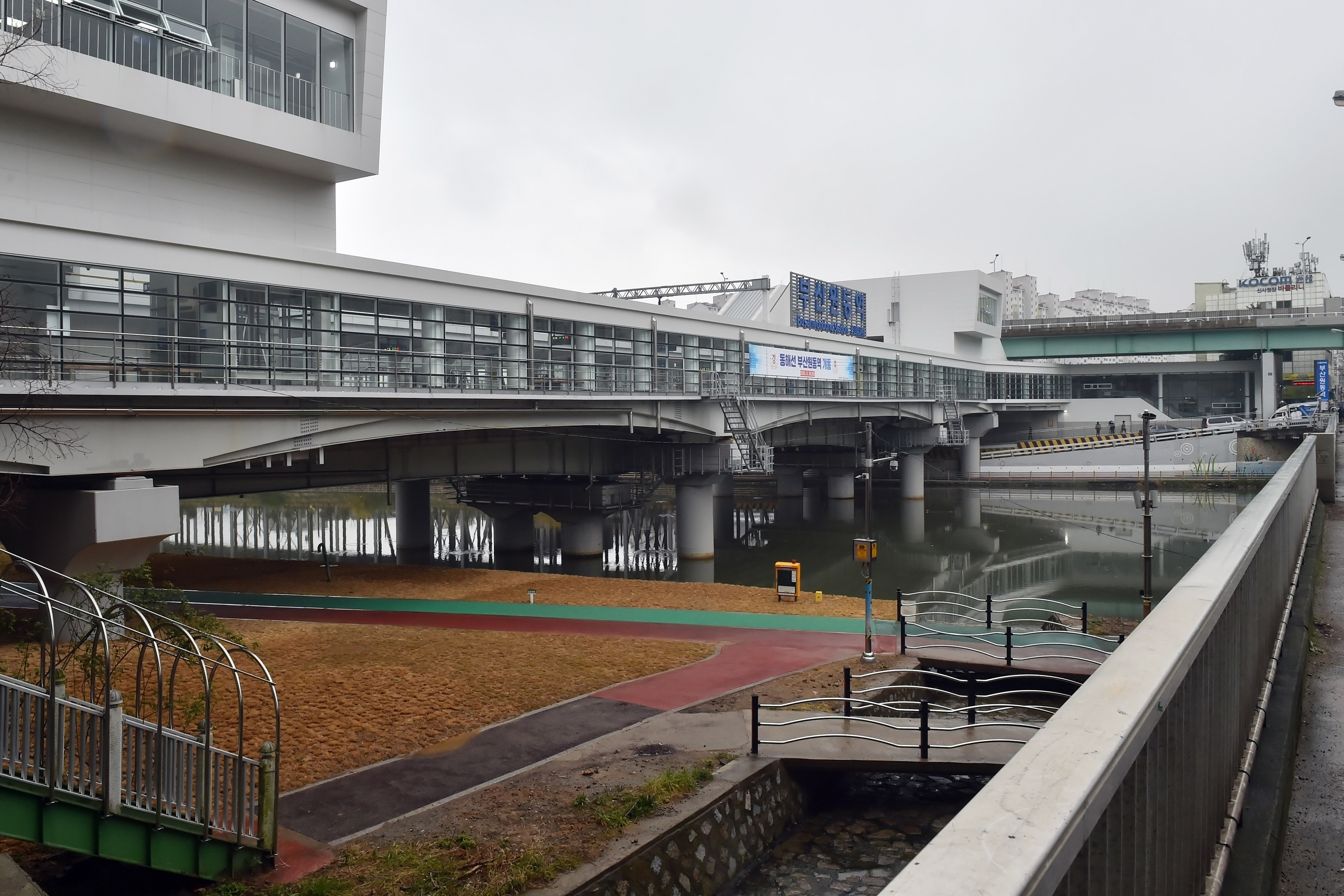
車站建築

## 相鄰車站
韓國鐵道公社
●广域电铁东海线
安樂（K115）－釜山院洞（K116）－栽松（K117）